# Marco Coleman
Marco Darnell Coleman (Dayton, 18 dicembre 1969) è un ex giocatore di football americano statunitense che ha giocato nel ruolo di defensive end nella National Football League. Fu scelto come 12º assoluto nel Draft NFL 1992 dai Miami Dolphins. Al college ha giocato a football al Georgia Tech.

## Carriera professionistica
McDuffie fu scelto nel primo giro del Draft 1992 dai Miami Dolphins. Fu premiato come rookie dell'anno da Sports Illustrated e come rookie difensivo dell'anno da Football News dopo avere terminato con 84 tackle, 6 sack (terzo massimo di sempre per un rookie dei Dolphins) e un fumble forzato in 15 partite come titolare. Giocò per altri tre anni a Miami, poi ne disputò tre coi San Diego Chargers. Nel 1999 passò ai Washington Redskins con cui nel primo anno fu convocato per il suo unico Pro Bowl dopo avere fatto registrare 6,5 sack. L'anno successivo invece mise a segno un record personale di 12 sack. Passò le ultime stagioni della carriera con Jacksonville Jaguars (2002), Philadelphia Eagles (2003) e Denver Broncos (2004-2005).

## Palmarès
- Convocazioni al Pro Bowl: 1

1999
- PFWA All-Rookie Team - 1992

## Statistiche
| Tackle     | 520  |
| Sack       | 65,5 |
| Intercetti | 1    |